# 레이벡스
레이벡스(ravex)는 일본의 전자 음악 그룹으로, 오사와 신이치, 다나카 토모유키, 레코즈 제작자 DJ 다카하시 타쿠로 구성되어 있다.
데뷔 음반 《Trax》는 2009년 4월 29일 발매되었다.

## 디스코그래피

### 싱글
- 《I Rave U feat. DJ OZMA》 – 2008년 12월 17일
- 《Believe in Love feat. 보아》 – 2009년 2월 18일

### 음반
- 《Trax》 (2009)